# Кецховели, Ладо
Ла́до Кецхове́ли (груз. ლადო კეცხოველი, полное имя: Влади́мир Заха́рьевич Кецхове́ли, груз. ვლადიმერ ზაქარიას ძე კეცხოველი; 2 (14) января 1876 — 17 (30) августа 1903) — деятель революционного движения в царской России, социал-демократ.

## Биография
Родился в селении Тквиави (по другим сведениям — в селе Тлиа) Горийского уезда Тифлисской губернии в семье священника. Вступил в революционное движение в 1890-х гг., будучи учеником Тифлисской православной духовной семинарии. В декабре 1893 г. был исключён из семинарии за руководство забастовкой учащихся; ему было запрещено проживать в Тифлисе. Для продолжения учёбы в 1894 г. Кецховели выехал в Киев, где поступил в духовную семинарию. Жил в доме № 25 по ул. Боричев Ток, на фасаде которого была установлена мемориальная доска (в 2014 году демонтирована). Принимал участие в работе местных социал-демократических кружков. В апреле 1896 г. арестован и исключен из училища, а после трёхмесячного заключения выслан на родину под надзор полиции сроком на два года.
Скрывшись из-под надзора полиции, в сентябре 1897 г. Кецховели переехал в Тифлис и вступил в грузинскую социал-демократическую организацию «Месаме-даси». Работая управляющим в типографии, изучил печатное дело и стал одним из организаторов подпольных типографий партии. Руководил массовой агитацией среди рабочих города. В конце 1899 г. организовал забастовку рабочих тифлисской конки, закончившуюся удовлетворением требований рабочих.
Организовал вместе с Александром Цулукидзе и Иосифом Джугашвили газету «Борьба» («Брдзола»).
В январе 1900 г. по решению руководящей группы тифлисской организации РСДРП Кецховели направляется в Баку с целью объединить местные социал-демократические кружки и создать подпольную типографию. В конце 1901 г. становится одним из создателей первого Бакинского комитета РСДРП и развёртывает агитацию среди рабочих-железнодорожников и нефтяников. В 1901 г. создаёт нелегальную типографию «Нина». Несмотря на блестящую конспирацию, в сентябре 1902 г. по приказу ротмистра Рунича Кецховели был арестован. В секретном донесении на имя тифлисского жандармского управления от 10 августа 1903 г. сообщал[кто?] о работе Кецховели: 

«Обвиняемый Владимир Кецховели… изобличён в том, что был главным организатором тайной типографии, печатавшей почти все прокламации и другие революционные издания, распространявшиеся до ареста Кецховели, то есть до сентября 1902 г., в разное время в районах Тифлисской, Кутаисской и Бакинской губерний. При чём тем же дознанием Кецховели… изобличён в том, что совместно с некоторыми из обвиняемых печатал в своей тайной типографии прокламации к войскам, имеющие целью призвать войска к явному неповиновению и бунту, каковые прокламации к тому же, как установлено, имели самое широкое распространение среди войск.

…Кецховели, благодаря своим обширным революционным связям и знакомствам, под чужими фамилиями, с подложными паспортами… сумел сорганизовать такое сложное и рискованное предприятие, как тайная типография, функционирующая почти в течение двух лет, часть коей к тому же до сих пор так и осталась не обнаруженной».
Сначала Кецховели содержался в бакинской тюрьме, затем был переведён в Метехский замок. Отказался сотрудничать со следствием. Боролся против жестоких тюремных порядков, организовывал забастовки заключённых. 17 (30) августа 1903 г. Ладо Кецховели был убит в камере выстрелом тюремщика в окно.
Историк Саймон Себаг-Монтефиоре так описывает смерть Ладо Кецховели:
«В ожидании этапа Сталин узнал ужасную новость. 17 августа 1903 года кумир Сосо Ладо Кецховели, арестованный в Баку и заключенный в Метехскую крепость, встал у окна своей камеры и начал дразнить часовых криками: “Долой самодержавие!” Один из часовых выстрелил Ладо прямо в сердце. Такая судьба могла бы постигнуть и самого Сталина. Он никогда не забывал Ладо.»

## Память
В 1936 году в саду Коммунаров в Тбилиси был воздвигнут памятник Кецховели (скульптор В. Топуридзе). Лорис-Меликовская улица в Тбилиси с 1922 по 1986 год носила имя Кецховели (ныне — улица Ладо Гудиашвили).

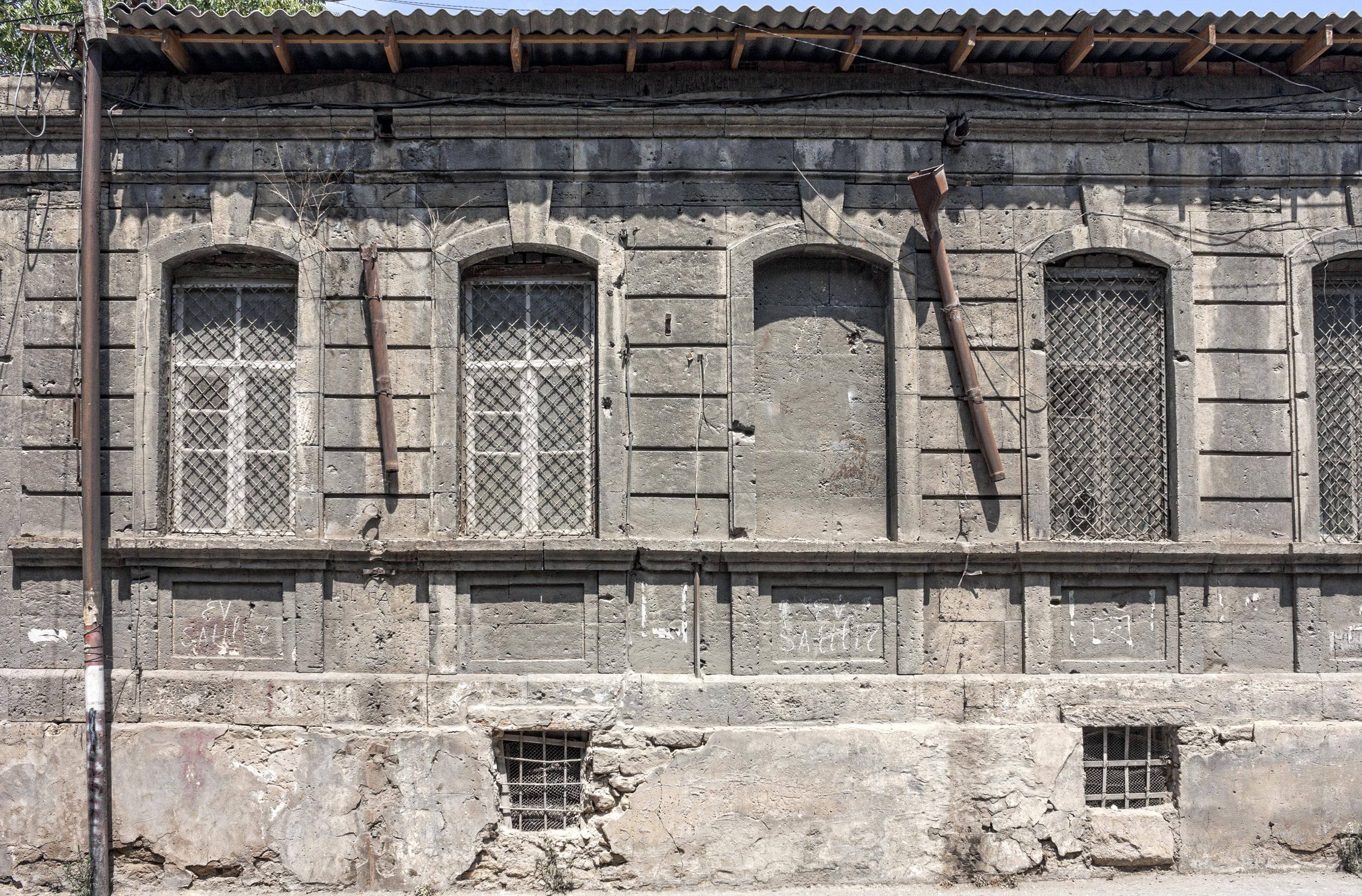
Дом на улице Кецховели в Баку (ныне улица имени Академика Шамиля Азизбекова)

В Баку Верхняя Приютская улица в годы Советской власти была переименована в честь Ладо Кецховели, после распада СССР названа в честь академика Академии Наук Азербайджанской ССР Шамиля Абдулрагим оглы Азизбекова.
В 1937 году в честь Ладо Кецховели была ненадолго переименована киевская улица, тогда называвшаяся улицей Гершуни (она же Маловладимирская, Столыпинская, Чкалова, ныне улица Олеся Гончара), а после того, как ей было через два года присвоено имя Чкалова, название «переехало» (до 1984 года) на другую киевскую улицу — Воздвиженскую, а затем (до 2018 года) на Воздвиженский переулок.
Именем Ладо Кецховели названы улицы в Красноярске, Уфе и Астрахани, а также переулок в Ростове-на-Дону.